# テレマコ・シニョリーニ
テレマコ・シニョリーニ（Teelemaco Signorini,1835年8月18日 - 1901年2月10日）はイタリアの写実主義の画家である。トスカーナ地方で活動した画家の集団、マッキア派の画家の一人である。

## 略歴
フィレンツェで生まれた。父親はトスカーナ大公国で風景画家として働いたGiovanni Signorini(1808-1864)である。1852年からフィレンツェの美術学校（Accademia di belle arti di Firenze）で学び始めるが、1854年には野外製作を初め、フィレンツェの芸術家たちのたまり場であった「カッフェ・ミケランジョロ」で、ジョヴァンニ・ファットーリやシルヴェストロ・レーガらと付き合った。1859年にジュゼッペ・ガリバルディの進軍に参加し、5点の戦争画を描き画家として注目された。
1861年に初めてパリを訪れ、コローに会い、写実主義の画家クールベのスタイルの熱心な支持者となった。1862年にフィレンツェ近郊の町、Pergentinaなどで他のマッキア派の画家と作品を描いた。パリへは1868年と1872年にも訪れ、エドガー・ドガとも交流した。
マッキア派を代表する画家となり、画家のアドリアーノ・チェチオーニや美術評論家のマルテリ(Diego Martelli)らとともに、彼らの理念を表明する役割を担った。マルテリの著作の挿絵も描いたフィレンツェやトリノ、ナポリ、ヴェネツィアなどの展覧会に出展した。1883年にAccademia di belle arti di Firenzeの教授に就任することを求められたが辞退した。1892年から、フィレンツェの上級学校 (Instituto Superiore di Belle Arti）で教えた。

## 作品

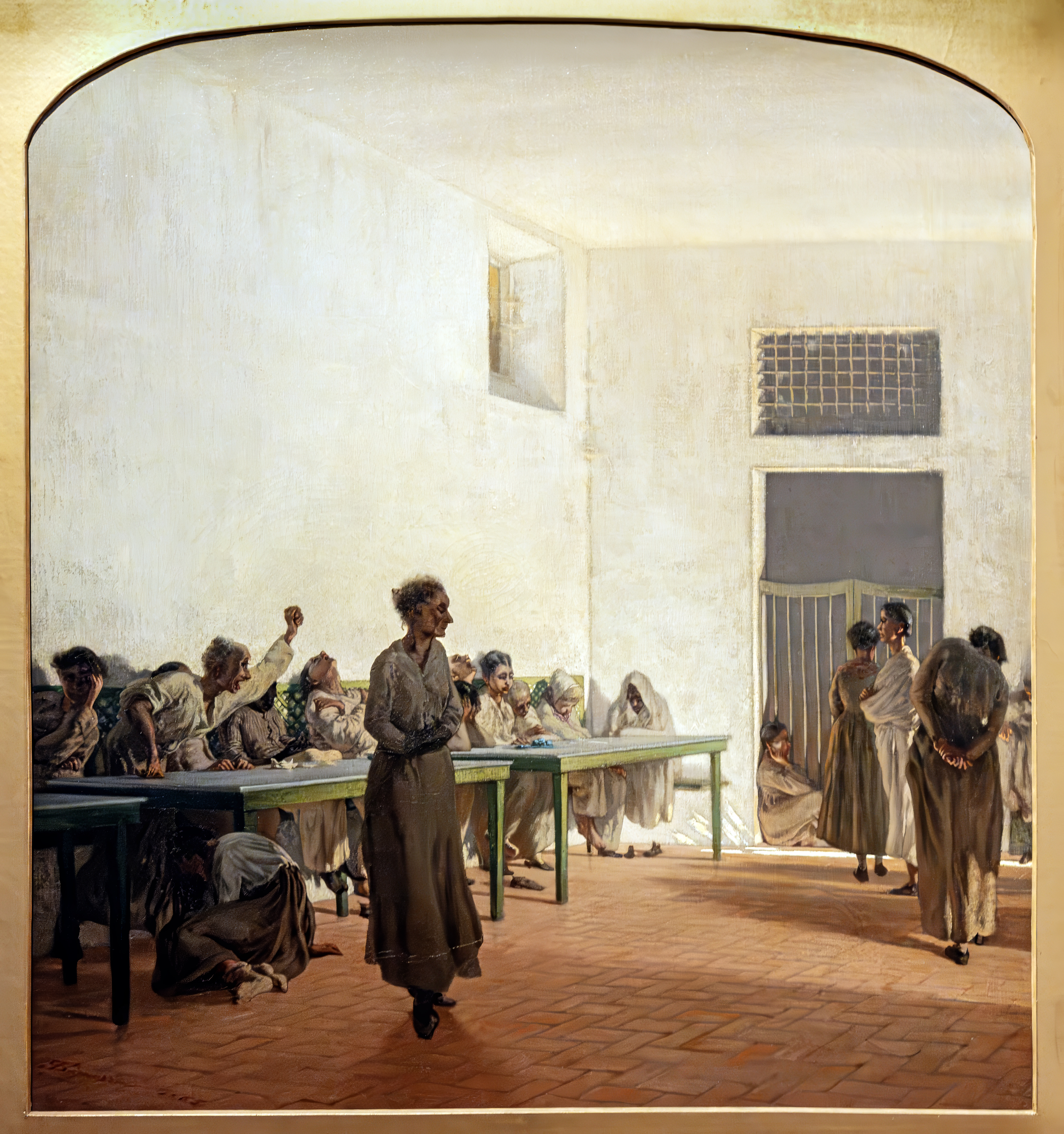
(1865)
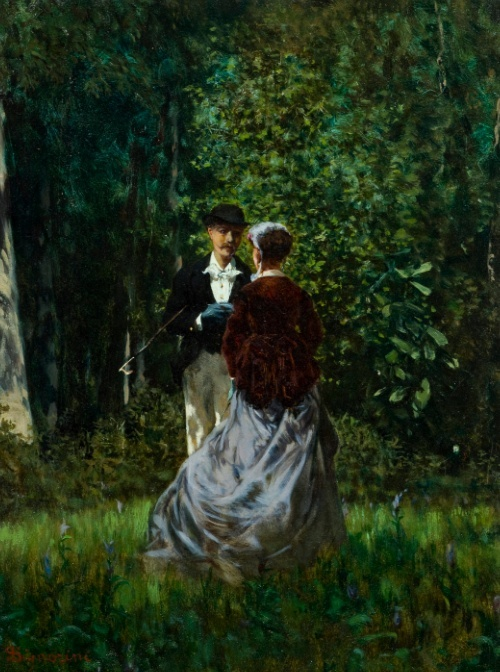
森の中のランデブー(1873)
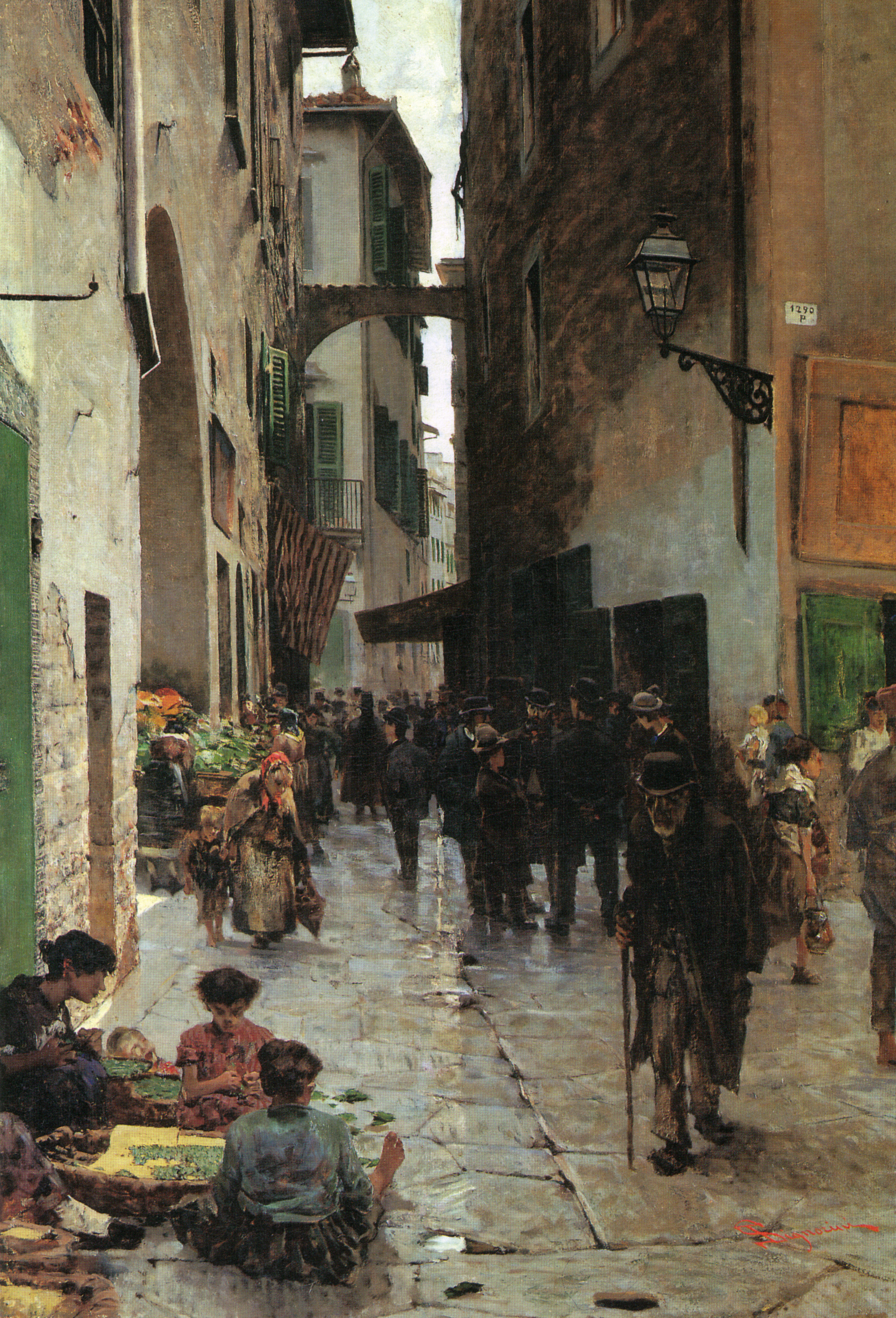
フィレンツェのゲットー(1882)